# Deșertul Gobi

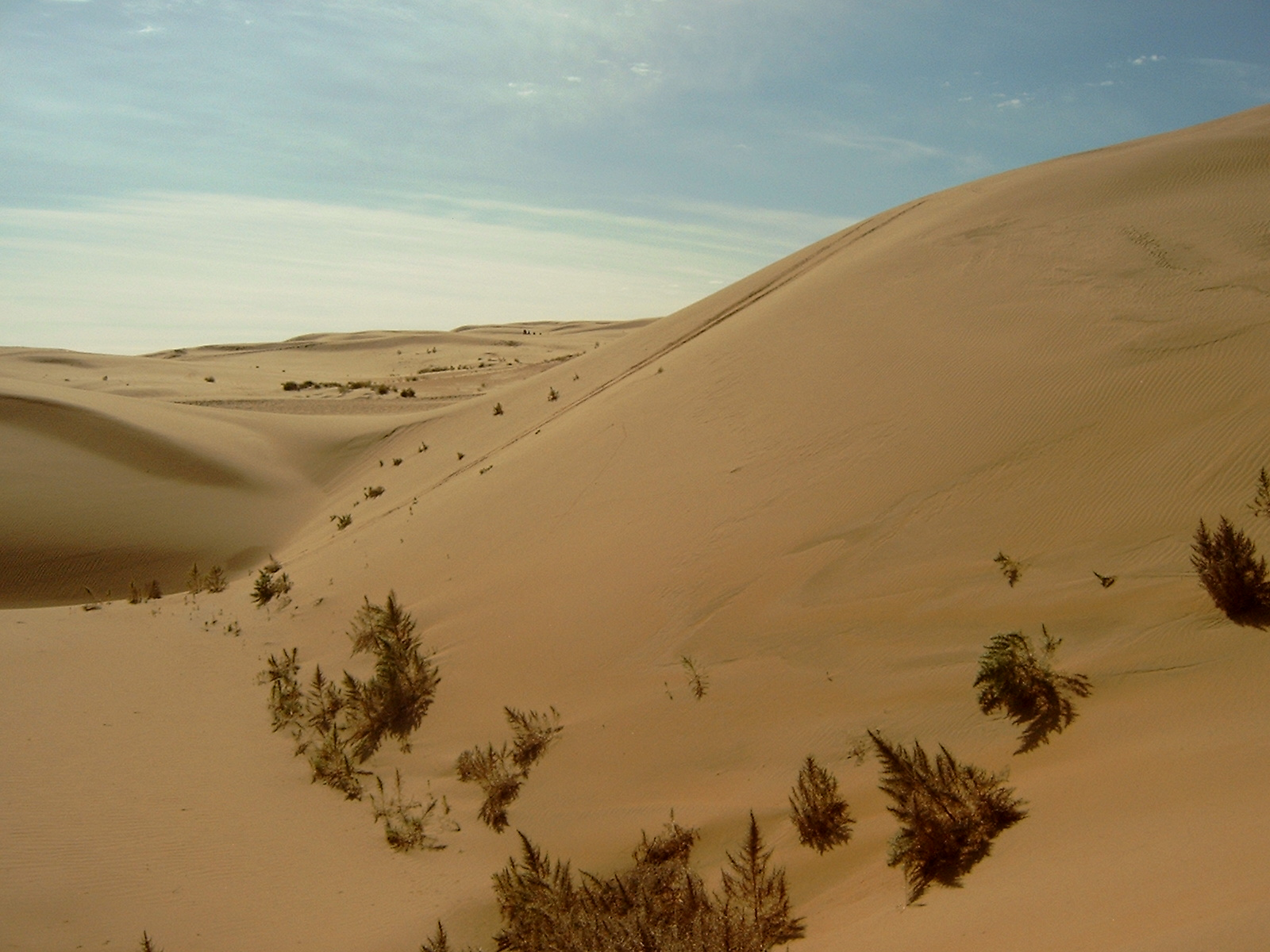
Dune din deșertul Gobi, Mongolia Interioară.

Deșertul Gobi (în mongolă, Говь, chineza 戈壁; pinyin gēbì), mai demult denumit și Șamo, este un deșert din Asia Centrală, fiind, ca mărime, al doilea din lume după deșertul Sahara; se deosebește de acesta prin absența aproape completă a dunelor (3%). Din această cauză, deșertul Gobi este considerat de către unii geografi ca semideșert.

## Așezare geografică
Deșertul Gobi situat în Asia centrală este continuarea deșertului din Pamir întinzându-se până la munții Hinggan la granița cu Manciuria, în nord mărginit de munții Altai, munții Saian, Iablonoi, Platoul Mongol și stepa mongolă, în sud de lanțul muntos Nanșan (Altun Șan și Qilian Șan) și Kunlun Șan cu munții Prșevalski și munții Marco Polo, regiune care în nord, este arid, asemănător Platoului Tibetan. Arid este și Platoul Ordos și Dșungar. 
Întinderea deșertului depășește 2000 km lungime, lățimea pe direcția nord-sud atinge 800 km, iar altitudinea medie este în jur de 1000 m. 
Deșertul este subîmpărțit în: 

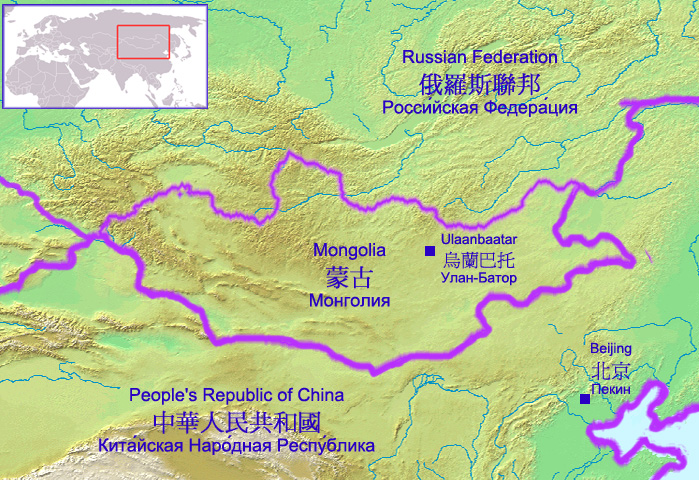
Imagine în relief a deșertului Gobi

- deșertul Beishan, limitat în sud de munții Nanșan, în nord de granița mongolă, iar în est de râul Edsin Gol și deșertul Alashan; deșertul este traversat de o șosea principală ce leagă Xiniang cu estul Chinei.
- deșertul Alashan este un deșert de nisip în sud-vestul deșertului Gobi. Limitat în sud de munții Nanshan, în nord de granița mongolă, în vest de deșertul Beishan, iar în partea de est de Fluviul Galben. Altitudinea medie este de 1000 - 1500m.

În regiunea de vest a deșertului se întâlnesc dune de nisip ce ating o înălțime de 400 m (cele mai înalte dune de nisip din lume). Printre dunele de nisip se găsesc circa 100 de lacuri sărate, considerate lacuri sfinte de populația locală, mongolii Torgod.

## Clima

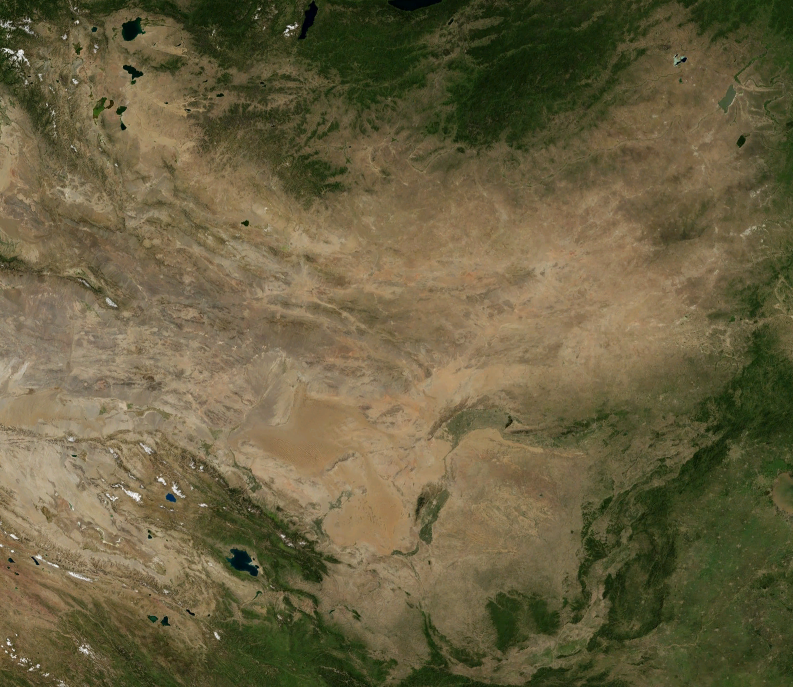
Deșertul Gobi vǎzut din satelit

Clima este temperat continentală tipică, cu temperaturi extrem de scăzute iarna (sub - 40 °C), și cu veri foarte fierbinți. Această diferență extrem de mare de temperatură între iarnă și vară, și respectiv între zi și noapte, se explică prin lipsa apei. Monzumul bate în partea sud-estică a stepei, precipitațiile fiind între 30 - 200 mm pe an. În primăvară și vara timpurie, sunt furtuni de zăpadă sau de nisip. În Taklamakan este clima și mai aridă. 

### Climatul, măsurat în 1911 (conformEncyclopædia Britannica 1911)
Climatul deșertului Gobi este continental, cu schimbări rapide de temperatură, nu numai în timpul anului, dar și în decursul unei singure zile. Astfel, diferența de temperatură într-un interval de 24 de ore poate atinge 32 °C. 

## Istoric
Deșertul Gobi a devenit cunoscut datorită Imperiului Mongol și Drumului Mătăsii (situat în sudul deșertului).

## Sursă principală
Acest articol conține text din Encyclopædia Britannica 1911, o publicație aparținând domeniului public. 